# Bakuage Sentai Boonboomger
Bakuage Sentai Boonboomger (爆上戦隊ブンブンジャー Bakuage Sentai Bunbunjā?) (traducido como Escuadrón Explosivo Boonboomger) es el título de la 48.ª temporada de la franquicia Super Sentai Series,  producida por Toei Company y emitida en TV Asahi desde el 3 de marzo de 2024 al 9 de febrero de 2025. Destaca por ser la cuarta serie cuya temática son vehículos luego de Kōsoku Sentai Turboranger, Gekisō Sentai Carranger y Engine Sentai Go-onger.

## Argumento
Taiya Handō es un mensajero que se hace amigo de una forma de vida máquina alienígena llamada Bundorio Bunderas, ayudándolo a desarrollar equipos para una importante carrera intergaláctica conocida como el "Big Bang Grand Prix". Al reclutar al espía independiente Ishirō Meita y al proveedor Genba Bureki, Taiya y Bundorio establecen a Boonboomgers como un servicio de entrega independiente de alto riesgo. Pero cuando la Tierra es invadida por un grupo criminal conocido como Hashiriyan, Taiya recluta a dos nuevos miembros: Mira Shifuto, una chica que se involucra con ellos después de que la rescataron de un matrimonio no deseado, y Jō Akuse, un oficial de policía que sirve como enlace del grupo con las autoridades. Los Boonboomgers reunidos equilibran sus vidas entre cumplir misiones de varios clientes y luchar contra los Hashiriyan.

## Personajes

### Boonboomgers
- Taiya Handō (範道 大也 Handō Taiya?)/Bun Red (ブンレッド BunReddo?): Es un maestro del desarrollo y la modificación. Trabaja como "repartidor" con los coches que construye. Tiene la capacidad de ver las cosas tal como son en realidad y tiene un fuerte instinto competitivo que lo lleva a tomar decisiones rápidas. decisiones y juicios rápidos. Incluso si existe un riesgo, él es del tipo que dice: "¿No es mejor correr el riesgo?" Es experto en el uso de varas y pistolas, y es bueno en la lucha creativa de acuerdo con el situación.[1]
- Ishirō Meita (鳴田 射士郎 Meita Ishirō?)/Bun Blue (ブンブルー BunBurū?): Ishirō es un "informante", un maestro en la recopilación de información. Generalmente un espía independiente. Siempre considera los riesgos y toma decisiones con calma. Es meticuloso y cínico. Básicamente aprueba las decisiones de Taiya y lucha junto a Taiya como si fuera un "trabajo que le había contratado a Taiya". Tiene una excelente visión dinámica y es bueno en movimientos precisos.[2]
- Mira Shifuto (志布戸 未来 Shifuto Mira?)/Bun Pink (ブンピンク BunPinku?): Mira es una "conductora", experta en conducir y maniobrar. Suele trabajar a tiempo parcial en varias tiendas. Su técnica de pedaleo es tan buena que tanto Taiya como Ishirō quedan asombrados. Ella es una creadora de humor y una alborotadora. Después de conocer a Taiya, comenzó a mostrar su verdadera fuerza central. Ella lucha intuitivamente con su sensibilidad única.[3]
- Jō Akuse (阿久瀬 錠 Akuse Jō?)/Bun Black (ブンブラック BunBurakku?): Es un policía novato apasionado por la justicia. Suele patrullar la ciudad en bicicleta como policía uniformado. Es una persona seria y agresiva. Es más rígido que flexible y confía en su fuerza física.[4]
- Genba Bureki (振騎 玄蕃 Bureki Genba?)/Bun Orange (ブンオレンジ BunOrenji?): Es un maestro en adquisiciones. Es un hombre en quien se puede confiar para conseguir lo que necesita desde cualquier lugar. Tiene modales gentiles y suaves. Es esquivo y nunca muestra sus verdaderos sentimientos. Es más flexible que rígido y es bueno peleando aprovechando los movimientos de su oponente. Más adelante se revela que Genba es un alienígena humanoide del planeta Bureki el cual busca vengarse de Disrace por invadir su planeta natal y por haber asesinado a su padre. Se demuestra que su predilección por los dulces, particularmente las piruletas, se debe a que requiere una ingesta constante de azúcar para mantener su disfraz humano.[5]
- Sakito Homura (焔 先斗 Homura Sakito?)/Bun Violet (ブンバイオレット Bun Baioretto?): Es el mejor "limpiador" del universo, capaz de solucionar cualquier tipo de problema. Con sus excelentes capacidades físicas y vitalidad. Sakito trabaja para sí mismo, haciendo sólo cosas que tienden a beneficiarlo. Se le ve ayudando a los Hashiryans y más tarde a los Boonboongers, pero por un precio. Sus ideales son egoístas y sólo actúa si hay algo que ganar.[6]

### Aliados
- Bundorio Bunderas (ブンドリオ・ブンデラス Bundorio Bunderasu?): También conocido como "Bun Bun", es una forma de vida máquina alienígena y amigo de Taiya que puede agrandarse y transformarse en Boonboom Trailer. En el pasado, solía ser un corredor del BBG (Big Bang Grand Prix) antes de que le revocaran la licencia por usar piezas ilegales sin que él lo supiera, lo que provocó un accidente. Durante su desaparición tras la revocación de su licencia, Bundorio fue reclutado para trabajar para Waruido Spindo y desarrolló varios artículos para él, incluidas las llaves de encendido, antes de abandonar Hashiriyan después de conocer las verdaderas intenciones de Spindo y cooperar con la policía para su arresto mientras fingía su muerte para escapar de la furia de Spindo. Bundorio terminó en la Tierra, donde se hizo amigo de Taiya, y los dos desarrollaron el arsenal Boonboomger con el propósito de permitir que Bundorio regresara a la BBG como mecánico de Taiya, solo para usarlo principalmente para defenderse de la invasión de los Hashiriyans a la Tierra.
- Shirabe Saibu (細武 調 Saibu Shirabe?, Bundorio Bunderasu): Es una investigadora especial de la Agencia Espacial Internacional. Tiene cierto interés en los Boonboomgers. También siente una gran admiración por Bundorio y siempre quiere acercarse a él.
- Byun Diesel (細武 調 ビュン・ディーゼル?, Byun Dīzeru):  También conocido como "Byundi", es una forma de vida máquina alienígena y amigo de Sakito que puede agrandarse y transformarse en Byunbyum Mach. Al igual que Bundorio, es un ex corredor de BBG y compañero de equipo suyo. Sólo una vez perdió una carrera con Bundorio, que casualmente fue una carrera para decidir el nombre del equipo.

### Arsenal
- Boonboom Changer (ブンブンチェンジャー Bunbun Chenjā?):  Es el dispositivo de transformación de Bun Red, Bun Blue y Bun Pink
- Boonboom Changer Axe (ブンブンチェンジアックス Bunbun Chenji Akkusu?):  Es el dispositivo de transformación de Bun Black y Bun Orange
- Boonboom Handle (ブンブンハンドル Bunbun Handoru?): es el arma principal de Bun Red, Bun Blue y Bun Pink. Tiene tres formas, modo pistola, modo vara y modo volante.
- Boonboom Controller (ブンブンコントローラー Bunbun Kontorōrā?): Es el dispositivo de transformación y arma principal de Bun Violet. Tiene dos formas, modo volante y modo ballesta.
- Zoonzoom Shokablaster (ズンズンショウカブラスター Zunzun Shoukaburasutā?): es un arma utilizada por Bun Red para transformarse en Bun Red 119.

### Mechas
- Boonboomger Robo (ブンブンジャーロボ Bunbunjā Robo?): Es el mecha principal de los Boonboomgers.
  - Boonboom Trailer (ブンブントレーラー Bunbun Torērā?): Es el mecha personal de Bun Red, basado en un tractocamión
  - Boonboom Off-Road (ブンブンオフロード Bunbun Ofu-Rōdo?): Es el mecha personal de Bun Blue, basado en un vehículo todoterreno
  - Boonboom Wagon (ブンブンワゴン Bunbun Wagon?): Es el mecha personal de Bun Pink, basado en una camioneta
- Boonboomger Robo Police (ブンブンジャーロボポリス Bunbunjā Robo Porisu?): Es la combinación de los mechas de Bun Black.
  - Boonboom PatoCar 1 (ブンブンパトカー1 Bunbun Patokā Wan?): Es el mecha personal de Bun Black, basado en un coche patrulla
  - Boonboom PatoCar 2 (ブンブンパトカー2 Bunbun Patokā Tsu?): Es el mecha personal de Bun Black, basado en un Vehículo antidisturbio
- Boonboomger Robo Builder (ブンブンジャーロボビルダー Bunbunjā Robo Birudā?): Es la combinación de los mechas de Bun Orange.
  - Boonboom Dozer (ブンブンドーザー Bunbun Dōzā?): Es el mecha personal de Bun Orange, basado en una excavadora
  - Boonboom Shovel (ブンブンショベル Bunbun Shoberu?): Es el mecha personal de Bun Orange, basado en una retroexcavadora
- Byunbyum Mach (ビュンビュンマッハー Byunbyun Mahhā?): Es el mecha personal de Bun Violet, basado en un automóvil monoplaza, puede alternar entre su forma robótica llamada Byunbyum Mach Robo (ビュンビュンマッハーロボ Byunbyun Mahha Robo?)
- Boonboomger Robo 119 (ブンブンジャーロボ119 Bunbunjā Robo Wan Wan Nain?): Es la combinación de Boonboomger Robo con Boonboom Leo Rescue y  Boonboom Shobosha
  - Boonboom Leo Rescue (ブンブンレオレスキュー Bunbun Reo Resukyū?): Es un mecha auxiliar con forma de camión de bomberos. puede disparar hasta 2.200 litros de agua por segundo
  - Boonboom Shobosha (ブンブン消防車しあ Bunbun Shōbōsha?): Es un mecha auxiliar con forma de camión de bomberos. Pued eer lanzado desde el frente para realizar operaciones de extinción de incendios y rescate a gran altura.
- Boonboom Classic (ブンブンショベル Bunbun Kurashikku?): Es un mecha auxiliar con forma de Checker Marathon. Puede combinarse con el Boonboomber Robo para formar una espada.
- Boonboom Racing (ブンブンレーシング Bunbun Rēshingu?): Es un mecha auxiliar con forma de Ferrari 488 GT3. Puede combinarse con el Boonboomber Robo para formar un escudo.
- Boonboom Safari (ブンブンサファリ Bunbun Safari?): Es un mecha auxiliar con forma de Volkswagen Safari. Puede combinarse con el Boonboomber Robo para formar un par de garras.
- Boonboom Marine (ブンブンマリン Bunbun Marin?): Es un mecha auxiliar con forma de camión. Puede combinarse con el Boonboomber Robo para formar una trituradora.
- Boonboom SuisoCar (ブンブン水素カー Bunbun Suisokā?): Es un mecha auxiliar con forma de Vehículo de hidrógeno. Puede combinarse con el Boonboomber Robo para otorgarle un jetpack.
- Boonboomger Robo Champion (ブンブンジャーロボチャンピオン Bunbunjā Robo Chanpion?): Es la combinación de Boonboonger Robo con el Champion Carrier.
  - Champion Carrier (チャンピオンキャリアー  hanpion Kyariā?): Es un mecha auxiliar con forma de tractomula, es utilizado como transporte de los otros mechas

### Equipo de carrera de la Gran Invasión Espacial Hashiryan
El Equipo de carrera de la Gran Invasión Espacial Hashiryan (大宇宙侵略大走力団 ハシリヤン Dai Uchū Shinryaku Dai Sōryoku-dan Hashiriyan?) Son una mafia de extraterrestres que han conquistado planetas en todo el universo y planean invadir la Tierra con el propósito de recolectar la energía de los gritos humanos.
- Waruido Spindo (ワルイド・スピンドー Waruido Supindō?): Es el líder del equipo de invasión espacial Great Space Invasion Running Team Hashiriyan y el principal antagonista de la serie. Un hombre de ambición incomparable y carisma ilimitado, Waruido Spindo tiene la lealtad completa de la totalidad de Hashiryan, quienes lo sirven y lo veneran. Waruido es igualmente temido por sus hombres y ha demostrado tener poca tolerancia al engaño, Se muestra como un planificador bastante intrigante y un manipulador de habla suave. Waruido parece ser propenso a cambios de humor. Aunque generalmente es elocuente y refinado en su discurso y modales, también ha demostrado actuar más enloquecido con respecto a asuntos de su interés. Él fue quien orquestó la expulsión de Bundorio de la BBG para atraerlo a la organización, usando sus inventos para conquistar otros planetas sin que él lo supiera. Spindo fue arrestado por la Gran Policía Galáctica (大銀河警察, Dai Ginga Keisatsu) gracias a la información de Bundorio cuando se enteró de la verdad. A pesar de estar tras las rejas, Spindo aún comanda la organización desde una lujosa celda dentro de un asteroide prisión que transforma en su base de operaciones gracias a sus conexiones con la Gran Policía Galáctica y se obsesiona con vengarse de Bundorio por su encarcelamiento al saber que todavía está vivo. Tiene un mono como mascota llamado Shaishai Sarucar (シャイシャイ・サルカー, Shaishai Sarukā).
- Gran Oficial Jefe Grantu Risk (大番頭 グランツ・リスク Ōbantou Gurantsu Risuku?): Es el oficial jefe del equipo de invasión espacial Hashiriyan. Grantu Risk es un servidor leal de Waruido Spindo y los Hashiriyan, y se asegura de que cualquier riesgo para Spindo se elimine a toda costa.
- Capitán Madrex (隊長マッドレックス Taichō Maddorekkusu?): Es el capitán del Equipo de Carrera. Como capitán de su equipo, Madrex se toma muy en serio sus deberes y es estricto con sus secuaces. Se preocupa mucho por el estado de su equipo y regularmente reprende a sus lugartenientes, insistiendo en que trabajen más duro ya que su invasión de la Tierra les brinda una gran oportunidad para elevar el estado de su grupo dentro de Hashiryan.
- Capitán de modificación Cannonborg (隊長マッドレックス Taichō Maddorekkusu?): Es el capitán de modificación y general del equipo de carrera de la Gran Invasión Espacial, Hashiryan. Cannonborg es un general de Hashiryan que utiliza su experiencia para ser particular y observador. Considerado el miembro más astuto de la facción, no acepta comportamientos inaceptables por parte de sus subordinados.
- Capitán de reconstrucción Disrace (再建隊長ディスレース Saiken Taichō Disurēsu?): El capitán de reconstrucción de Hashiriyan. Se muestra que Disrace es muy extravagante y optimista, y casi nada lo pone nervioso. Si bien se muestra algo amigable con sus aliados, también es insensible y posee un complejo de superioridad debido a sus logros pasados. Fue el responsable de la invasión al Planeta Bureki y el asesinato de su rey, lo que lleva a que su hijo Genba quiera vengarse de él.
- Decotrade (デコトラーデ Dekotorāde?): Un general Hashiryan que tiene como objetivo difundir la influencia de los Hashiryan y expandir su territorio. Mientras viaja por el espacio, descubre la Tierra y planea invadirla.
- Itasha (イターシャ Itāsha?): una general Hashiryan que llega a la Tierra junto a Dekotorade, sueña con ascender en las filas de la organización. Tiene la capacidad de transformar objetos en monstruos que luchan contra los BoonBoomgers.
- Yeiyei Yaruka (ヤイヤイ・ヤルカー Yaiyai Yarukā?): Un general Hashiryan con forma de coche que sueña con ascender de rango. Usa la Gyasoline que los monstruos de la temporada acumulan mediante el terror y su sufrimiento para que una vez los monstruos sean derrotados por los BoonBoomgers, les permita hacerlos aumentar de tamaño.
- Nejiretta (ジレッタ?): Son los soldados de campo de los Hashiryan. Están armados con rifles.

## Episodios
Los episodios de esta temporada llevan el subtítulo Bakuage (バクアゲ?) escrito en Katakana al comienzo de cada episodio.
1. Volante del repartidor (届け屋のハンドル Todoke-ya no Handoru?)[7]
2. El informante no aprueba (情報屋は認めない Jōhō-ya wa Mitomenai?)[8]
3. El conductor no se detendrá (運転屋が止まらない Unten-ya ga Tomaranai?)[9]
4. Una voz que pide un héroe (ヒーローを呼ぶ声 Hīrō o Yobu koe?)[10]
5. El policía no flaqueará (警察屋はくじけない Keisatsu-ya wa Kujikenai?)[11]
6. Blanco y negro (シロとクロ Shiro to Kuro?)[12]
7. Freno del procurador (調達屋のブレーキ Chōtatsu-ya no Burēki?)[13]
8. Fugitivo y dividido (暴走と分裂 Bōsō to Bunretsu?)[14]
9. Volantes de repartidores (届け屋たちのハンドル Todoke-ya-tachi no Handoru?)[15]
10. Una misión emocionante (ウキウキなミッション Ukiukina Misshon?)[16]
11. Lo que el chico quiere (少年がほしいもの Shōnen ga Hoshī mono?)[17]
12. Motor explosivo (爆上エンジン Bakuage Enjin?)[18]
13. Adquisición traicionera (裏切りの調達 Uragiri no Chōtatsu?)[19]
14. Fresco y salvaje (クールとワイルド Kūru to Wairudo?)[20]
15. Cerradura y llave (錠とキー Jō to Kī?)[21]
16. Asesino morado (ムラサキの始末屋 Murasaki no Shimatsu-ya?)[22]
17. Bun y Byun (ブンとビュン Bun to Byun?)[23]
18. No me gusta el limpiador (始末屋は気に食わない Shimatsu-ya wa Kinikuwanai?)[24]
19. Amanogawa y el camino al cielo (アマノガワと天の道 Amanogawa to Ten no Michi?)[25]
20. Ayer una vez más (イエスタデイ 椀ス モア Iesutadei Wansu Moa?)[26]
21. Entrega llameante (炎の届け物 Honō no Todoke-mono?)[27]
22. La furia llameante del león (炎の獅子奮迅 Honō no Shishi Runjin?)[28]
23. La ardiente adversidad del béisbol (炎の逆境野球 Honō no Gyakkyō Yakyū?)[29]
24. La canción que quiero entregar (届けたい歌 Todoketai Uta?)[30]
25. Fuegos artificiales de seis ruedas (六輪の花火 Rokuwa no Hanabi?)[31]
26. Secretos del Universo (宇宙の秘密 Uchū no Himitsu?)[32]
27. No es una elección fácil (甘くない選択 Amakunai Sentaku?)[33]
28. Apaga la luz (光を振り切って Hikari o Furikitte?)[34]
29. Espía y familia (スパイとファミリー Supai to Famirī?)[35]
30. El alboroto es mío (暴走は俺の物 Bōsō wa Ore no Mono?)[36]
31. Un desafío magnífico (華麗なる挑戦 Kareinaru Chōsen?)[37]
32. Los trenes del infierno (地獄の電車ごっこ Jigoku no Densha-gokko?)[38]
33. El procurador no cederá (調達屋は譲らない Chōtatsu-ya wa Yuzuranai?)[39]
34. Autos que llevan sueños (夢を運ぶクルマ Yume o Hakobu Kuruma?)[40]
35. Campeón azul (碧き王者 Aoki Ōja?)[41]
36. El camino hacia los sueños (夢へと走る道 Yume e to Hashiru Michi?)[42]
37. Dos espías (二人のスパイ Futari no Supai?)[43]
38. Voto de los Sanseaters (三下の誓い Sanshita no Chikai?)[44]
39. Estrellas que gritan (悲鳴の星 Himei no Hoshi?)[45]
40. El hombre inmensurable (はかれない男 Hakarenai Otoko?)[46]
41. Una espalda que brinda apoyo (預ける背中 Azukeru Senaka?)[47]
42. Regalos de Nochebuena (聖なる夜の届け物プレゼント Seinaru Yoru no Purezento?)[48]
43. Mango potente (豪快なハンドル Gōkaina Handoru?)[49]
44. El libertador no llega (届け屋が届かない Todoke-ya ga Todokanai?)[50]
45. Enemigos de la Tierra (地球の敵 Chikyū no Teki?)[51]
46. El futuro está en tus manos (未来をこの手に Mirai o Kono-te ni?)[52]
47. Hay más de un libertador (届け屋はひとりじゃない Todoke-ya wa Hitori Janai?)[53]
48. Tu volante (君のハンドル Kimi no Handoru?)[54]

### Películas
- Bakuage Sentai Boonboomger GekijoBoon! Promise the Circuit (爆上戦隊ブンブンジャー　劇場BOON！プロミス・ザ・サーキット Bakuage Sentai Bunbunjā Gekijō Boon! Puromizu Za Sākitto?): Estrenada el 26 de julio de 2024
- Bakuage Sentai Boonboomger vs. King-Ohger (爆上戦隊ブンブンジャーVSキングオージャー Bakuage Sentai Bunbunjā Tai Kingu-Ōjā?): Película crossover con su serie predecesora Ohsama Sentai King-Ohger. Su estreno se espera para el 5 de mayo de 2025.

## Reparto
- Taiya Handō: Haruhi Iuchi
- Ishirō Meita: Yuki Hamaya
- Mira Shifuto: Miu Suzuki
- Jō Akuse: Ryu Saito
- Genba Bureki: Satoru Soma
- Sakito Homura: Yu Miyazawa
- Bundorio Bunderas: Rika Matsumoto
- Shirabe Saibu: Hashiyasume Atsuko
- Byun Diesel: Natsuki Hanae
- Wairudo Spindo: Koji Yusa
- Gran Oficial Jefe Grantu Risk: Tsutomu Isobe
- Capitán Madrex: Hiroshi Kamiya
- Capitán de modificación Cannonborg: Kujira
- Capitán de reconstrucción Disrace: Shōtarō Morikubo
- Decotrade: Junichi Suwabe
- Itasha: Nana Mizuki
- Yeiyei Yaruka: Sumire Morohoshi
- Narrador: Taisuke Nakano

## Temas Musicales

### Tema de apertura
- Bakuage Sentai Boonboomger (爆上戦隊ブンブンジャー Bakuage Sentai Bunbunjā?)
  - Letra y composición: Masahiro Takeda
  - Arreglos: Yusuke Shirato 
  - Intérprete: Masaaki Endō

### Tema de cierre
- Kotsukotsu-PON-PON (?)
  - Letra, composición y arreglos: Kentaro Sonoda
  - Intérprete: Rika Matsumoto

### Producción
La marca comercial de la serie fue presentada por Toei Company el 11 de septiembre de 2023.